# Jacques Doriot

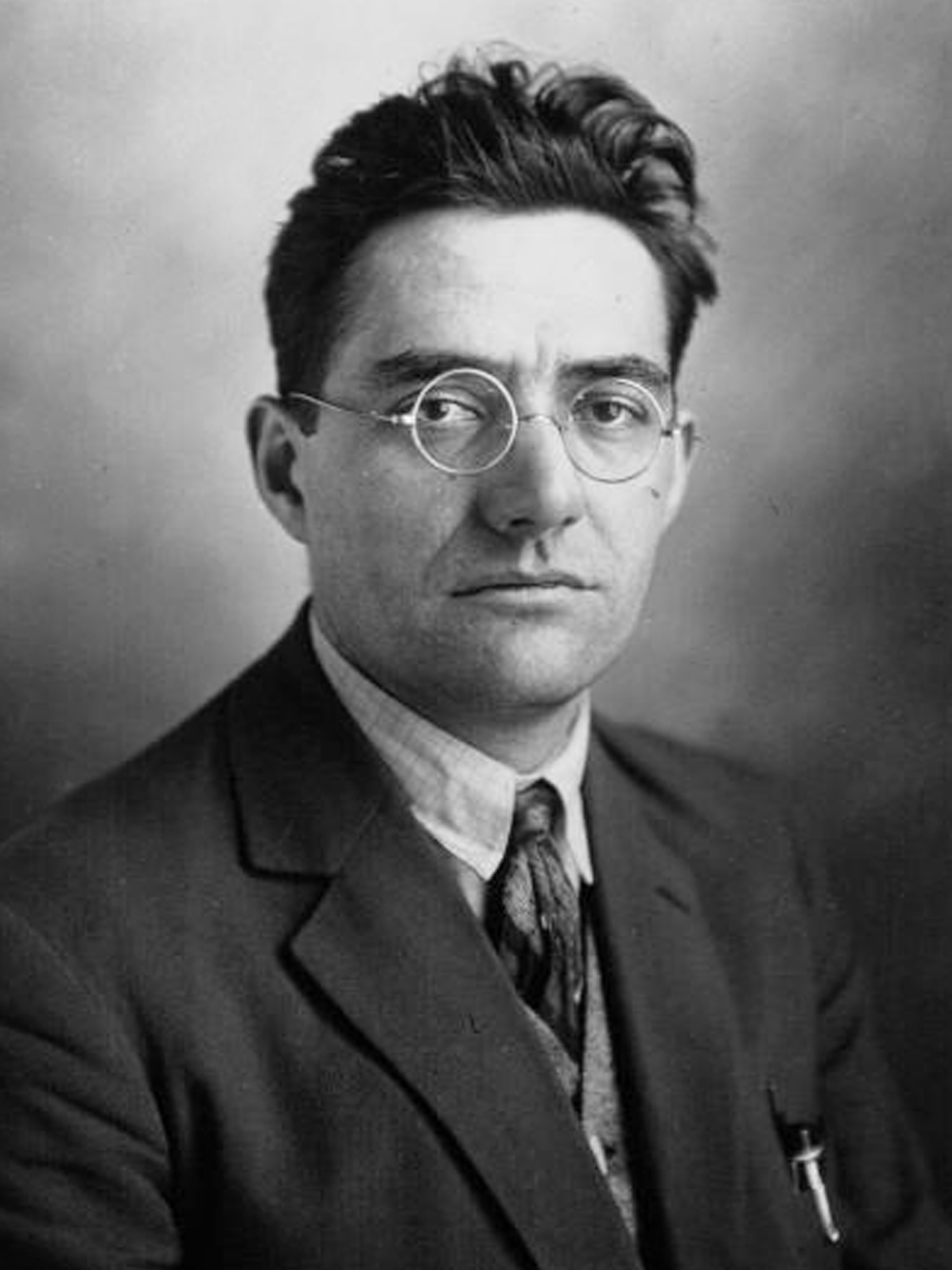
Jacques Doriot als Abgeordneter des Départements Seine (1929)

Jacques Doriot (* 26. September 1898 in Bresles; † 22. Februar 1945 in  Menningen) war ein französischer Politiker vor und während des Zweiten Weltkrieges. Er begann politisch als Kommunist, wandte sich später jedoch den französischen Faschisten zu, die das Vichy-Regime unterstützten.

## Leben

### Frühes Leben
Doriot zog in jungen Jahren nach Saint-Denis bei Paris und wurde Arbeiter. 1916, in der Mitte des Ersten Weltkrieges wurde er ein überzeugter Sozialist, aber sein politisches Engagement wurde durch die Einberufung zur Armee 1917 unterbrochen. 1918 geriet er in deutsche Kriegsgefangenschaft. Für seinen Kriegsdienst erhielt er das Croix de guerre.
Nach dem Ende seiner Gefangenschaft kehrte er nach Frankreich zurück und trat 1920 dem Parti communiste français (PCF) bei, wo er einen schnellen Aufstieg erlebte und innerhalb weniger Jahre eines der führenden Mitglieder wurde. 1922 wurde er Mitglied des Präsidiums des Exekutivkomitees der Komintern und ein Jahr später Generalsekretär der Jugendorganisation seiner Partei. 1923 kam er für seine Teilnahme an gewaltsamen Demonstrationen gegen die französische Ruhrbesetzung in Haft. Ein Jahr später kam er frei, woraufhin er im Wahlkreis Saint-Denis in die französische Abgeordnetenkammer der Dritten Republik gewählt wurde.

### Faschismus
1931 wurde Doriot zum Bürgermeister von Saint-Denis gewählt. Um diese Zeit herum begann er, eine Volksfront-Allianz zwischen den Kommunisten und anderen französischen sozialistischen Parteien, mit denen er aus einer Reihe von Gründen sympathisierte, zu befürworten. Obwohl dies später offizielle kommunistische Parteipolitik wurde, sah man es zu dieser Zeit als Abweichung an und Doriot wurde 1934 aus der Kommunistischen Partei ausgeschlossen. Schon bald nach seinem Ausschluss wurde die PCF aus Moskau angewiesen, eine Kehrtwende zu vollziehen und der Section française de l’Internationale ouvrière (SFIO) die Zusammenarbeit anzubieten. Doriot, der nach wie vor sein Abgeordnetenmandat besaß, gründete daraufhin 1936 den rechtsextremen Parti populaire français (PPF). Doriot und seine Anhänger wurden lautstarke Anwälte eines Frankreich, das nach faschistisch-italienischem und nationalsozialistisch-deutschem Vorbild zu organisieren sei. Als überzeugter Faschist wurde er zu einem antikommunistischen Demagogen und erbitterten Gegner der Volksfront von Premierminister Léon Blum. Im Vorkriegsfrankreich hatte der PPF ca. 200.000 Anhänger. Doriot und der Gründer des Rassemblement national populaire (RNP, Nationaler Zusammenschluss des Volkes) Marcel Déat forderten übereinstimmend eine starke autonome Exekutive, weil sie darin die wirkungsvollste Strategie sahen, den ihnen verhassten Parlamentarismus zu schwächen. Hier endeten jedoch ihre Gemeinsamkeiten, weil Déat von einem autoritären republikanischen Regime schwärmte, während Doriot die republikanischen Organisationsformen und Prinzipien prinzipiell ablehnte und Déat als Opportunisten verachtete. Er unterstützte die Appeasementpolitik des Münchener Abkommens und sprach sich gegen die Konfrontation mit dem Dritten Reich aus, weil er in der französischen Demokratie das rückständigere politische System gegenüber dem der beiden Nachbarstaaten Deutschland und Italien erblickte, wo ein starker Nationalismus herrschte und die Volksgemeinschaft betont wurde.
Unzufrieden mit seinen französischen Aktivitäten ging Doriot nach Spanien und wurde Unterstützer der aufständischen Truppen Francisco Francos im Spanischen Bürgerkrieg. Während seines Spanienaufenthalts traf er den britischen Faschisten John Amery und beide bereisten faschistische Länder in Europa: Italien, Deutschland und Österreich.

### Kollaboration
Als Frankreich 1939 dem nationalsozialistischen Deutschland den Krieg erklärte, wurde Doriot zu einem überzeugten Anhänger der Deutschen und der deutschen Besetzung Frankreichs ab 1940. Für kurze Zeit zog er in die unbesetzte Südzone, fand aber, weil der Innenminister des Vichy-Regimes Pierre Pucheu den PPF zur Untätigkeit verdammt hatte, dass der unbesetzte Teil Frankreichs nicht annähernd so faschistisch sei, wie er gehofft hatte. Der Deutschenhass war unter den Anhängern der Action française und Charles Maurras in der Südzone noch weit verbreitet. Doriot kehrte in das besetzte Paris zurück, wo er prodeutsche und antikommunistische Propaganda bei Radio Paris betrieb. Außerdem leitete Doriot die von Deutschen, Italienern und dem Vichy-Regime finanzierte Wochenzeitschrift Le Cri du peuple (Der Schrei des Volkes), die am 19. Oktober 1940 erstmals erschien und für die bekannte Kollaborateure, wie Pierre Drieu la Rochelle, Ramon Fernandez, Alain Laubreaux und Robert Brasillach schrieben.
Für den PPF arbeiteten viele ehemals kommunistische Agitatoren, die gut ausgebildet in Propaganda und Subversion waren, er verfügte über eine komplexe innere Struktur und Doriot war als charismatischer Redner dem Intellektuellen Déat überlegen. Zunächst gründete Doriot den Rassemblement pour la Révolution National (RRN; Sammlung für die nationale Revolution). Er hoffte, mit dieser Kollaborationspartei durch die Unterstützung der deutschen Besatzer eine faschistische Einheitspartei schaffen zu können, die aus dem Vichy-Regime einen Einparteienstaat formieren sollte. Doch mit der Ernennung des ehemaligen Sozialisten Otto Abetz zum deutschen Botschafter in Frankreich, der traditionellere politische Typen wie Pierre Laval und Déat bevorzugte und den "exzessiven" Thesen Doriots misstraute, zerstoben seine Ambitionen vollständig. Gemeinsam war den deutschen Besatzungsbehörden, dass sie nicht daran dachten, Pétains Ziel eines geeinten Frankreich zu fördern, sondern ihn nach Kräften daran hinderten, einen Einparteienstaat nach deutschem oder italienischem Vorbild aufzubauen, vielmehr die parteipolitischen, religiösen, regionalen und sonstigen innerfranzösischen Gegensätze förderten, um so Frankreich leichter überwachen und ausbeuten zu können.
Zudem waren sich die deutschen Besatzungsbehörden keineswegs einig, verfügten sie doch über drei Schnittstellen zu den französischen Kollaborateuren: der Militärbefehlshaber für das besetzte Frankreich (MBF), der mit seinem knapp 1.000 Mann starken Stab aus Personal der Wehrmacht und zivilen, in Uniform gesteckten Experten im Pariser Hotel Majestic residierte, dem Oberkommandierenden des Heeres unterstellt, der für militärische, darüber hinaus aber auch für wirtschaftliche und lange Zeit für sicherheitspolitische Fragen verantwortlich war. Vorwiegend politische Fragen wurden vom Botschafter Otto Abetz geregelt, der dem deutschen Auswärtigen Amt und damit dem Außenminister Joachim von Ribbentrop unterstand. Der Botschaft gehörten neben Bürokraten und Juristen aller Ebenen in wachsendem Maße auch Wissenschaftler, vor allem Romanisten an, die sich in dem von ihnen beabsichtigten faschistischen Gesamteuropa (SS-Europa) Karrieren ausrechneten. Der dritte Machtbereich auf deutscher Seite bestand aus der Sicherheitspolizei (Gestapo, Juden- und Résistance-Jäger) und dem Sicherheitsdienst (SD), die zusammen mit der SS Heinrich Himmler unterstanden. Zwischen allen drei deutschen Machtbereichen, insbesondere zwischen der Botschaft und der SS bestand eine gewisse Rivalität, die durch eine mangelnde Abgrenzung der genauen Verantwortlichkeiten gefördert wurde. Abetz und die Botschaft favorisierten Laval und Déat, während die SS Doriot förderte. So war es kein Wunder, dass der PPF erst ab Oktober 1941 in der nördlichen Zone einen autorisierten Status erlangte, den der RNP bereits im Februar 1941 erlangt hatte.
Durch den deutsch-sowjetischen Nichtangriffspakt konnte der PPF seine Unterstützung für die Kollaboration im Sinne eines Kreuzzugs gegen den Kommunismus erst nach Beginn des deutschen Krieges gegen die Sowjetunion im Juni 1941 voll entfalten, als sich die Kommunisten der Résistance anschlossen. Zusammen mit den Kollaborateuren Déat und Eugène Deloncle gründete Doriot die Légion des volontaires français contre le bolchévisme (LVF, französische Freiwilligenlegion gegen den Bolschewismus), in der französische Freiwillige in Uniformen der Wehrmacht sich am Kampf gegen die Sowjetunion beteiligten. Doriot beteiligte sich mit der LVF selbst aktiv am Kampf an der Ostfront zu Beginn des deutschen Einmarschs in die Sowjetunion im Juni 1941 (Unternehmen Barbarossa). Als die LVF aufgelöst worden war, kämpfte Doriot weiter bis August 1944 in der Wehrmacht und wurde 1943 mit dem Eisernen Kreuz ausgezeichnet.
Als Déats vergleichsweise kleiner RNP mit ca. 20.000 Anhängern nach der Rückkehr Lavals nur mit finanziellen Mitteln unterstützt wurde, ohne die erhoffte Regierungsbeteiligung zu erhalten, strebte er in Verkennung der tatsächlichen Machtverhältnisse mit der Gründung des Front Révolutionnaire national (FRN) an, erneut eine föderative Einheitspartei unter Einbeziehung von Doriots PPF zu bilden, um gemeinsam Druck auf das Vichy-Regime ausüben zu können. Doriots PPF betrieb jedoch systematisch den Versuch, die Einheit aller Kollaborateure an der Basis herzustellen, angeblich um die mögliche Invasion Frankreichs für alliierte Truppen vorzubereiten. Um der Unterwanderung durch deutsche oder vichy-französische Stellen vorzubeugen, wurden die örtlichen Einheiten des PPF nach dem Vorbild kommunistischer Zellen in Vierergruppen mit einem fünften Mitglied als Kommandant der Sektion umgestaltet. Bei der Landung der Alliierten in Tunesien (Operation Torch) im November 1942 spielten die PPF-Sektionen kurzzeitig eine entscheidende Rolle in der Opposition gegen die Landung. Doriots PPF diente seitdem den Besatzern nur noch als permanente Drohung gegenüber Laval, um sich den Ministerpräsidenten gefügig zu machen.
Im Dezember 1944 reiste Jacques Doriot nach Sigmaringen, wo er Mitglied des hierher geflüchteten Vichy-Regimes wurde.
Nach der erfolgreichen Landung der Alliierten in der Normandie veranstalteten Doriot und Déat im Juli 1944 noch einmal in Paris eine Großdemonstration, bei der sie ihren Plan de redressement (= Sanierungsplan) bekräftigten.
Am 1. September 1944 erwähnte Hitler seine Absicht, Doriot zum Führer der französischen Exilregierung zu machen, während Darnand und Déat fortwährend in Sigmaringen gegeneinander intrigierten.
Im Oktober 1944 wurde die Insel Mainau vom Auswärtigen Amt den französischen Kollaborateuren um Jacques Doriot zugewiesen und dieser im dortigen Schloss einquartiert. Von der Mainau pendelte er regelmäßig nach Sigmaringen in das dortige Schloss Sigmaringen sowie nach Mengen ins Hotel Baier, wo seine Frau und deren beide Töchter einquartiert waren.

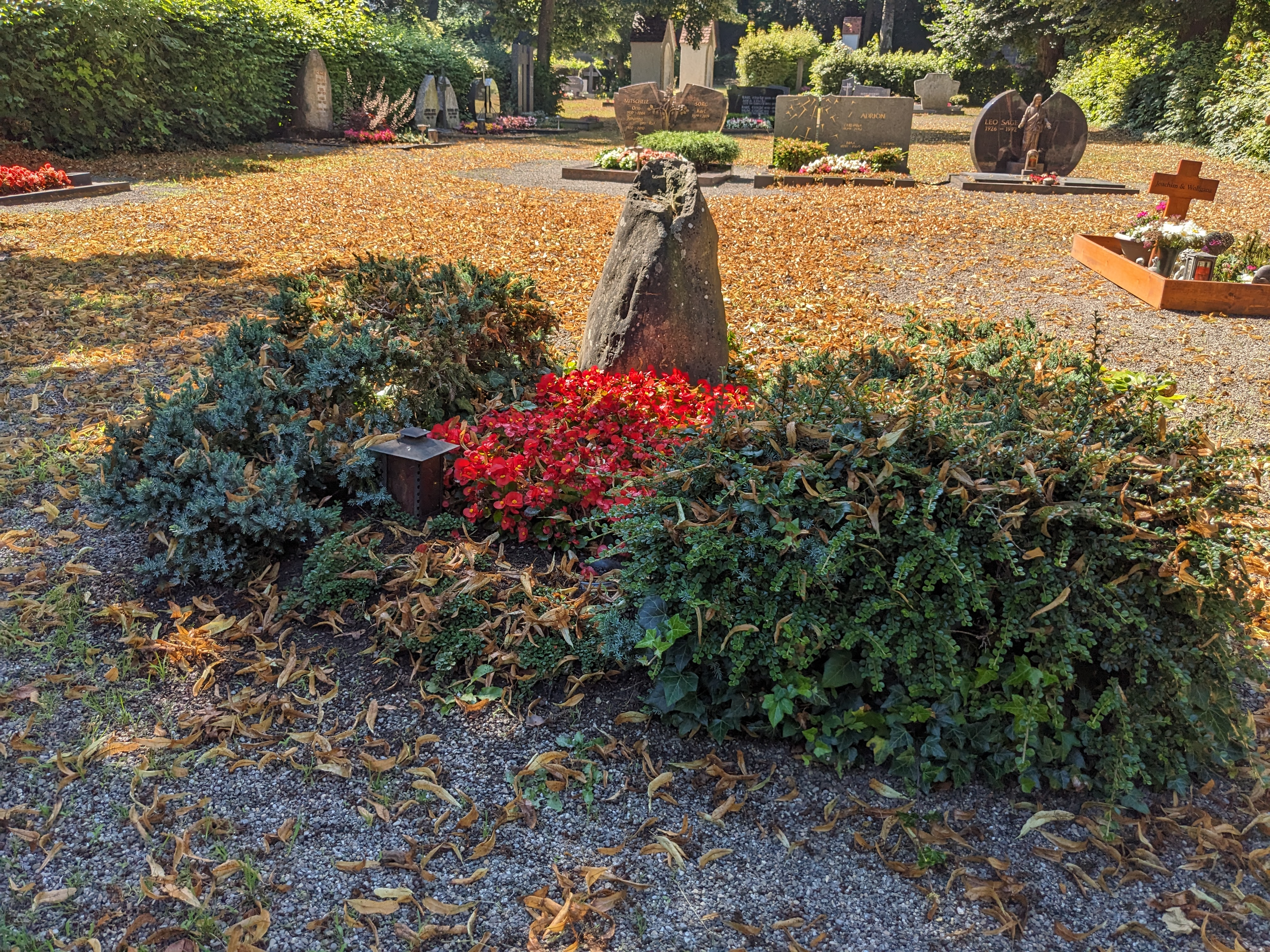
Grab Jacques Doriots in Mengen

Am 22. Februar 1945 war Doriot nach Sigmaringen einbestellt. Auf dem Weg von der Mainau nach Sigmaringen wurde sein Mercedes bei Menningen von einem alliierten Tiefflieger beschossen. Doriot wurde viermal getroffen, ein tödlicher Schuss traf ihn im Kopf. Doriots Trauerfeierlichkeiten fanden in der Stadt Mengen, wo seine Frau und Repräsentanten seiner Volkspartei wohnten, statt. Im dortigen Rathaus, im heutigen Sitzungssaal, war sein Sarg aufgebahrt. Doriot wurde am 25. Februar 1945 auf dem Mengener Friedhof beerdigt. Sein Grab befindet sich dort noch heute. Seine Tochter Madeleine Doriot nahm den Namen Madeleine Marion an und wurde Schauspielerin. Bis zu ihrem Tod im März 2010 wussten nur wenige Eingeweihte, dass sie seine Tochter war.
Die führenden Köpfe der Kollaboration wurden hingerichtet oder zu langen Haftstrafen verurteilt. Déat konnte sich bis zu seinem natürlichen Tod 1955 in einem französisch geleiteten katholischen Kloster nahe Turin verstecken, zusammen mit seiner Frau.